# Сиди-Бель-Аббес
Си́ди-Бель-Аббе́с (араб. سيدي بلعباس‎) — город на северо-западе Алжира, административный центр одноимённых вилайета и округа. Население — 200 000 чел. (по оценке 2005 года).

## Климат
Летом климат очень жаркий с прохладными ночами и жаркими солнечными днями. Зимой снег иногда падает в изобилии, но не задерживается надолго и сходит с первой оттепелью. Температура воздуха на восходе солнца может быть низкой, иногда опускается до крайней точки −7 °С. Весной случаются заморозки.
| Показатель                    | Янв. | Фев. | Март | Апр. | Май | Июнь | Июль | Авг. | Сен. | Окт. | Нояб. | Дек. | Год |
| ----------------------------- | ---- | ---- | ---- | ---- | --- | ---- | ---- | ---- | ---- | ---- | ----- | ---- | --- |
| Средний суточный максимум, °C | 14   | 15   | 18   | 20   | 24  | 29   | 34   | 35   | 30   | 24   | 18    | 14   | 22  |
| Средняя температура, °C       | 8    | 9    | 11   | 13   | 16  | 21   | 25   | 25   | 21   | 17   | 12    | 8    | 15  |
| Средний суточный минимум, °C  | 1    | 2    | 4    | 6    | 8   | 12   | 15   | 15   | 13   | 9    | 6     | 2    | 7   |
| Норма осадков, мм             | 61   | 49   | 46   | 41   | 37  | 11   | 2    | 4    | 14   | 38   | 44    | 63   | 410 |
| Источник: weatherbase         |      |      |      |      |     |      |      |      |      |      |       |      |     |

## История
Сиди-Бель-Аббес был основан французскими колонистами в 1843 году как военный форт. Собственно жилые кварталы начали появляться в 1849 году. На протяжении второй половины XIX и первой трети XX веков Сиди-Бель-Аббес оставался небольшим городом. В 1930-х годах старые крепостные стены были срыты, а на их месте построены широкие бульвары и площади. С 1962 года Сиди-Бель-Аббес — в составе независимого Алжира.

## Экономика, транспорт, образование
Вокруг города выращиваются пшеница, ячмень и виноград. В Сиди-Бель-Аббесе налажено производство сельскохозяйственных машин.
Сиди-Бель-Аббес соединён авто- и железными дорогами с крупными городами страны. Расстояние до Орана — 70 км, до Тлемсена — 90 км.

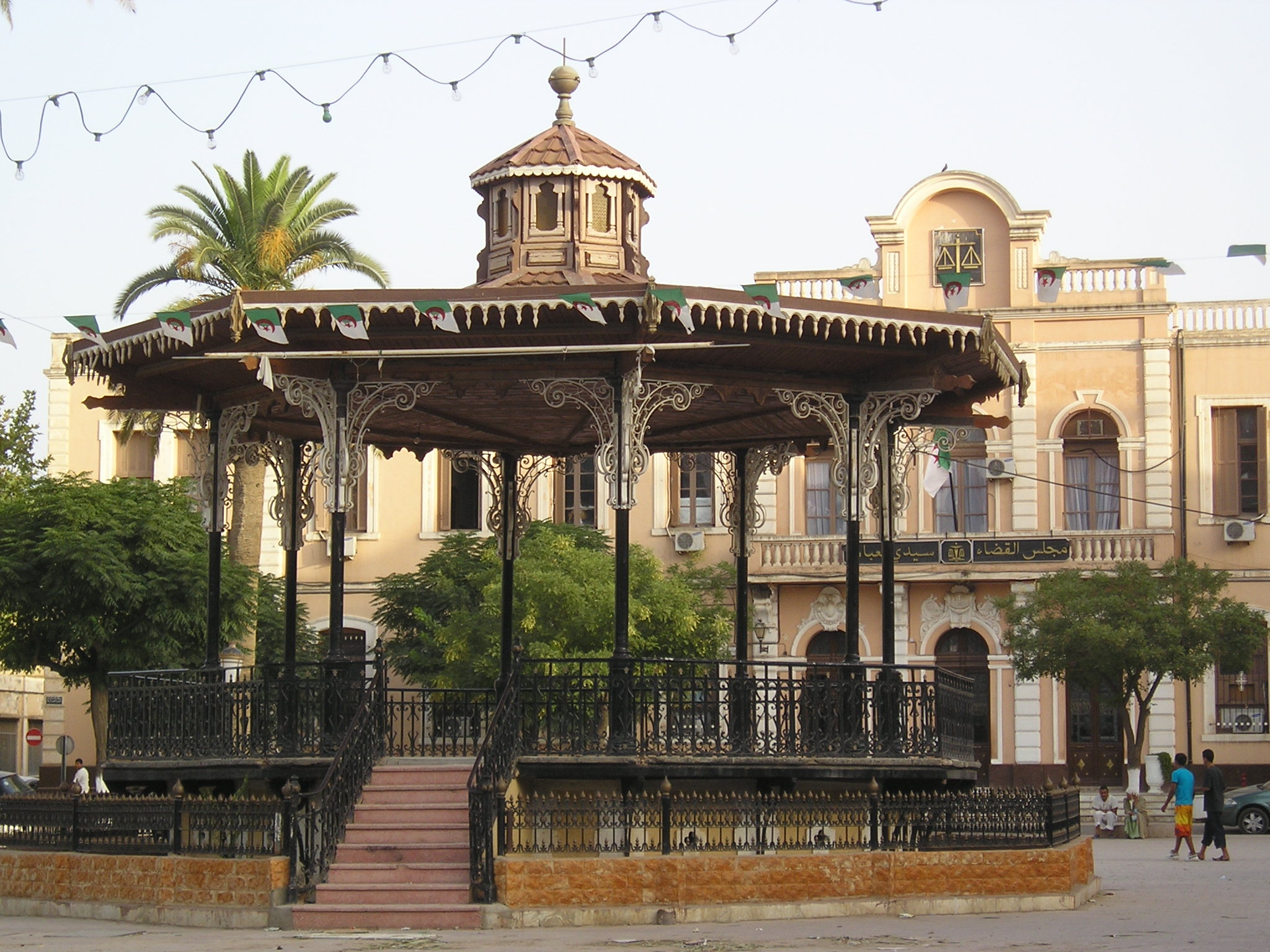

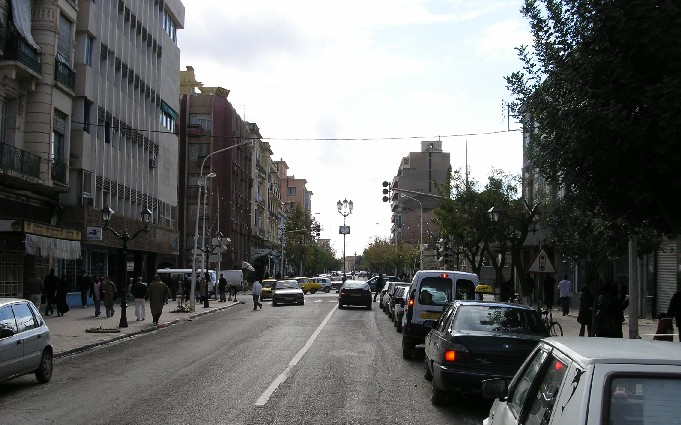

В городе есть свой университет.